# 汪雪儿
汪雪儿（1998年1月15日—），生于安徽省安庆市，中国女子游泳运动员，主攻仰泳，2014年亚洲运动会女子100米仰泳铜牌得主、2022年亚洲运动会女子50米仰泳金牌得主。